# Ньюкасл Фэлконс
«Ньюкасл Фэлконс» (англ. Newcastle Falcons, «Соколы Ньюкасла») — английский регбийный клуб, выступающий в Премьер-лиге. С момента своего основания в 1877 и до 1990 года коллектив был известен под названием «Госфорт», затем «Ньюкасл Госфорт», нынешнее же название было принято в 1996 году. Команда выступает на стадионе «Кингстон Парк» вместимостью 10 200 зрителей. 
«Фэлконс» является самым титулованным коллективом среди команд северной части страны — на их счету чемпионство 1997/98 и четыре победы в Англо-валлийском кубке. В клубе было воспитано множество игроков, выступавших за сборную Англии в начале 2000-х, самый известный из них — Джонни Уилкинсон, рекордсмен национальной команды по количеству набранных очков.

## История
Оригинальное название команды — футбольный клуб «Госфорт». Инициаторами создания клуба выступила группа «старожилов» школы «Дарем». Именно в цветах интерната — зелёном и белом — «Ньюкасл» выступал до середины 1990-х. В 1955—1990 гг. домашней ареной «соколов» был стадион «Норт Роуд». Период был довольно удачным для команды, особенный успех пришёлся на конец 70-х годов. Тогда регбисты «Ньюкасла» дважды (в сезонах 1975/76 и 1976/77) поднимали над головой Англо-валлийский кубок.
В те годы «Фэлконс» воспитали множество мастеров, делегируя их во всевозможные сборные графств, регионов и, разумеется, национальную команду. Среди них выделяются Артур Смит, Рэй Маклафлин, Малькольм Янг, Роджер Аттли, Питер Диксон, Данкан Мэдсен, Дэйв Робинсон, Ричерд Брэйки, Джим Поллок и Колин Уайт. 
В 1990 г. клуб сменил домашний стадион и название (на «Ньюкасл Госфорт»). Предыдущее наименование перешло к любительской команде, функционировавшей в партнёрстве с Нортумбрийским университетом.
Современное название и расцветка были утверждены в сезоне 1996/97. Изменения связаны со сменой владельца: амбициозный бизнесмен сэр Джон Холл начал воплощать проект по созданию в городе спортивного клуба, который в будущем повторил бы успех большой «Барселоны». Помимо «Фэлконс» в состав организации вошли футбольная, баскетбольная и хоккейная команды.
Реорганизация регбийного «Ньюкасла» сделала его первым профессиональным клубом в мире. В 1995 г. Холл назначил бывшего капитана «Уоспс» Роба Эндрю спортивным директором «соколов». Грамотный менеджмент позволил сначала вернуться в высший дивизион, затем, в первом же сезоне в Премьер-лиге, стать чемпионами страны. Однако неучастие английских коллективов в еврокубках лишило «Ньюкасл» возможности сыграть на международном уровне. Вместо этого команда отправилась на кубок «Тетлис Биттер», в финале которого уступила «Уоспс».
В 1999 г. Холл продал контрольный пакет акций «Фэлконс» его нынешнему владельцу Дэйву Томпсону. С тех пор клубная коллекция пополнилась двумя Англо-валлийскими кубками (тогда именовавшимися кубками Пауэрджен): образца 2001 (соперник в финале — «Харлекинс») и 2004 («Сэйл Шаркс») гг..
В августе 2005 г. регбисты отправились в предсезонное турне по Японии. Они без труда обыграли местных «НЕК Грин Рокетс», но уступили «Тойоте Верблиц».
В августе 2006 г. Роб Эндрю покинул «Ньюкасл» ради должности в сборной Англии, включавшей широкую компетенцию. Джон Флетчер, глава клубной академии, сменил Эндрю и немедленно приступил к преобразованиям. Тренерский штаб был составлен из Питера Уолтона, Стива Блэка и Боба Мортона, а пост в академии занял Иэн Пил.
11 марта 2008 г. Флетчер и Уолтон освободили занимаемые должности, Блэк же ушёл из «Ньюкасла» двумя месяцами ранее. До лета исполняющим обязанности спортивного директора был назначен Стив Бэйтс. Томпсон заявил, что причиной кадровых перестановок является отсутствие громких титулов.
Под управлением Бэйтса клуб потерпел семь поражений кряду. Ещё одним провальным результатом стал проигрыш команде «Вустер Уорриорс» в полуфинале Европейского кубка вызова. Тем не менее, 20 мая 2008 г. Стив Бэйтс занял должность на постоянной основе.
4 мая 2010 года Бэйтса сменил тренер первой команды Алан Тэйт.
По итогам сезона 2011/12 «Ньюкасл» занял последнее, двенадцатое место в Премьер-лиге и выбыл в Чемпионшип. Его место в элитном дивизионе занял столичный клуб «Лондон Уэлш». В следующем сезоне «Ньюкасл» победил в Чемпионшипе и вернулся в Премьер-лигу.

### Рекорды
- Крупнейшая победа: 97 – 0 («Сетранса Эль Сальвадор», 2008)
- Крупнейшая поражение: 10 – 83 («Лестер Тайгерс», 2005)
- Лучшая позиция в лиге: 1-е место (1997/98)
- Худшая позиция в лиге: 11-е место (2007/08)

### Выступления
| Сезон   | Место | Очки |
| ------- | ----- | ---- |
| 1997/98 | 1     | 38   |
| 1998/99 | 8     | 28   |
| 1999/00 | 9     | 20   |
| 2000/01 | 6     | 57   |
| 2001/02 | 6     | 56   |
| 2002/03 | 10    | 40   |
| 2003/04 | 10    | 40   |
| 2004/05 | 7     | 47   |
| 2005/06 | 7     | 47   |
| 2006/07 | 9     | 44   |
| 2007/08 | 11    | 37   |
| 2008/09 | 10    | 44   |
| 2009/10 | 9     | 37   |

## Достижения
- Премьер-лига (1): 1997/98
- Второй дивизион (1): 1992/93
- Англо-валлийский кубок (4): 1976, 1977, 2001, 2004
- Мидлсекс Севенс (1): 2007

## Текущий состав
Состав команды на сезон 2018/19

## Тренерский штаб
| Должность                  | Имя           |
| -------------------------- | ------------- |
| Директор по вопросам регби | Дин Ричардс   |
| Главный тренер             | Дейв Уолдер   |
| Тренер нападающих          | Мики Уорд     |
| Тренер защитников          | Джон Уэллс    |
| Тренер по физподготовке    | Льюис Уильямс |